# Complejo de Alemão
El Complejo de Alemão (Complexo do Alemão en portugués), popularmente también llamado simplemente Alemão, es un conjunto de 15 asentamiento irregulares (favelas) en la zona norte de Rio de Janeiro, Brasil, oficializado como barrio en 1993. En distintas oportunidades llegó a las noticias en todo el mundo a raíz de violentos enfrentamientos entre narcotraficantes asentados en las favelas del barrio y personal policial, como el conflicto ocurrido en 2007.
Complejo de Alemão (código de barrio 156) se encuentra en el Área de Planeamiento 3 y es el único barrio que integra la Región Administrativa 29 Complexo do Alemão (RA XXIX).

## Toponimia
El nombre obedece al inmigrante Leonard Kaczmarkiewicz, dueño de las tierras donde se asentó a inicios del siglo XIX. El apellido del inmigrante era difícil de recordar por los primeros pobladores, quienes lo apodaron Alemão (Alemán) pese a que era de origen polaco, tras lo cual la zona se conoció como Morro do Alemão, de donde el complejo de favelas más tarde tomó su nombre.

## Demografía
Según resultados del censo de 2022, en el barrio había 54 202 habitantes (lo que representa una disminución de 14 941 pobladores desde 2010) en 22 686 viviendas, en un área de 2,96 kilómetros cuadrados.
Complexo do Alemão tiene una densidad de 18 959 habitantes por kilómetro cuadrado, en el sexto lugar entre los 165 barrios de Río de Janeiro (que tiene una densidad en todo el municipio de 5174,6 hab/km²).
El Complejo de Alemão está compuesto por 15 favelas: Alvorada, Areal, Favela da Grota (conocida también como Joaquim Queiroz), Favela da Matinha, Favela das Casinhas, Favela das Palmeiras, Fazendinha, Morro da Baiana, Morro do Adeus, Morro do Coqueiro, Morro do Alemão, Morro dos Mineiros, Nova Brasília, Pedra do Sapo y Reservatório de Ramos. Sin embargo, distintas fuentes difieren levemente en la cantidad de comunidades que lo integran y en el nombre de algunas favelas.
El crecimiento de las favelas hizo que traspasaran los límites del barrio y se extendieran hacia los barrios Olaria, Ramos, Bonsucesso, Inhaúma, Higienópolis y Penha.

### Índices
Según el censo de 2010, el índice de desarrollo humano en el barrio era de 0,711, lo que ubicaba al Complejo de Alemão en el puesto 126º, en el último lugar en la ciudad.
El barrio tenía en 2020 un 66% de sus pobladores con acceso a energía eléctrica, presentaba una mortalidad infantil de 2,62 por cada 1.000 nacidos vivos, el 10,07% de los niños presentaban bajo peso al nacer (menos de 2,5 kilos), registraba un 91.67% de acceso a teléfono celular o fijo, un 30.45% de la población tenía computadoras con acceso a internet, había un 0% de recolección de residuos potencialmente reciclable, se reportó un 41.46% de alfabetización y un 1.64% de personas con educación superior.
Alemão tenía un índice de Progreso Social (IPS) de 58,08 en 2022 (a nivel ciudad el IPS era de 64,34), que lo dejaba en la posición 138 sobre 159 barrios de Río de Janeiro analizados.
A nivel de Regiones Administrativas, Alemão tenía en 2022 un IPS de 50,8 (puesto 31 en la ciudad sobre un total de 33 Regiones Administrativas en las que se subdividía entonces Río de Janeiro), un índice de 57,3 en Necesidades Humanas Básicas (puesto 32), 47,8 en Fundamento de Bienestar (puesto 26) y 47,3 en Oportunidades (puesto 31).
En 2022 se registraron 6,18 robos callejeros por cada 1000 habitantes, la tasa de homicidios era de 44,01 cada 100.000 habitantes (a nivel municipio, Río de Janeiro tenía entonces una tasa de homicidios de 21,4 y a nivel nacional de 21,7) y la tasa de homicidios por acción policial era de 18,77.

## Historia
Antes de la colonización portuguesa, la zona era habitada por los indios Tamoios y posteriormente, en el siglo XVIII, por jesuitas que crearon la Hacienda de Inhaúma. Los jesuitas fueron expulsados en 1760 y sus tierras fueron divididas en varias haciendas.
El inmigrante Leonard Kacsmarkiewicz, quien dejó su Polonia natal debido a la Primera Guerra Mundial, compró en 1910 dos terrenos en Hacienda Camarinha, en las laderas de la entonces llamada Sierra de la Misericordia, en la zona norte de Río de Janeiro, y posteriormente dividió los terrenos sin infraestructura. Otras dos fincas de la zona también fueron fraccionadas. Los lotes resultantes fueron alquilados.
En la década de 1920 ya vivían en el área pequeños productores rurales y se había construido un núcleo de asentamientos irregulares que pagaban un alquiler y otras viviendas precarias erigidas tras la ocupación informal de algunos terrenos (principalmente en la zona más alta del cerro). Así se dio inicio a la favela, una práctica que se repitió en otras comunidades similares de Río de Janeiro.
La zona ganó gran densidad poblacional entre las décadas de 1960 y 1970, cuando distintas industrias se establecieron en los alrededores tras la apertura de la avenida Brasil. En esos años nacieron las primeras asociaciones de moradores, que se encargaron de organizar las ocupaciones, abrir calles y coordinar cuestiones ligadas a la infraestructura.
Por aquellos días se acuñó el término faveleiro para referirse a quien ocupaba un terreno para revenderlo.
El barrio fue creado a través del decreto municipal 6011 el 4 de agosto de 1986, y se trazaron oficialmente sus límites en la ley 2055 del 9 de diciembre de 1993, modificando la delimitación de barrios de los alrededores Bonsucesso, Higienópolis, Inhaúma, Olaria y Ramos.
En los comienzos de las década de 1990 llegó al Morro do Alemão y la zona el funk carioca, género musical nacido en las favelas de Río de Janeiro con influencias del hip-hop, en coincidencia con la llegada al barrio de grupos dedicados al tráfico de drogas y armas. Los bailes funk fueron prohibidos en 2010 con el arribo de las Unidades de Policía Pacificadora (UPP), bajo el argumento de que estas fiestas facilitaban las actividades del narcotráfico. Miembros de la comunidad crearon la Asociación de Profesionales y Amigos del Funk (Apafunk), que finalmente acordó la realización de las fiestas con vigilancia policial.
En 2002 se creó la escuela de samba Paraíso da Alvorada, a partir de un bloco que desfilaba en las calles de la favela Alvorada. Participó en diez desfiles de Carnaval en el Sambódromo del Marqués de Sapucaí en los grupos D, E y Río de Janeiro 4 hasta 2011, cuando fue descalificada y enfrentó problemas financieros para quedar inactiva. Muchos de sus miembros se unieron al bloco Unidos do Complexo do Alemão.

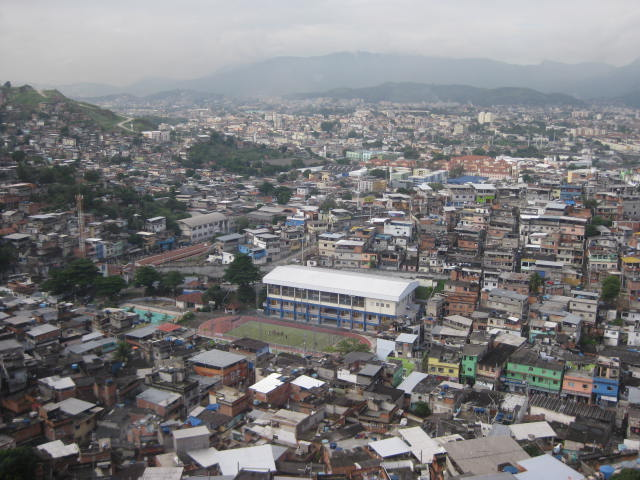
La Vila Olímpica de Alemão.

En 2008 arribó a Alemão el Programa de Aceleración del Crecimiento (PAC) con la promesa de implementar políticas públicas y realizar obras de urbanización, desarrollo social y económico. Una de las primeras obras fue la inauguración en 2011 de un teleférico con seis estaciones, en algunas de las cuales se implementaron diversos servicios para la comunidad. Alrededor de 2.500 familias debieron dejar sus casas para dar paso a la construcción de las estaciones del sistema, que serían relocalizadas en cinco complejos de viviendas distribuidos en el barrio. Pero muchas familias no recibieron su nueva vivienda, y los anuncios de alcantarillado sanitario, iluminación y pavimentación (especialmente en las zonas de relocalización) no llegaron a concretarse. Además, el teleférico dejó de funcionar en 2016; las sucursales de bancos, del Instituto Nacional del Seguro Social, del Departamento de Tránsito y de Correos fueron retiradas; el Centro Integrado de Atención a la Salud no se construyó (el único servicio de salud en la comunidad es una Unidad de Atención Médica -UPA-); el Centro de Referencia para la Juventud dejó de prestar la mayoría de sus servicios; y fueron cerradas la biblioteca, la sala de lectura y el Puesto de Orientación Urbana que funcionaban en estaciones del teleférico. Solamente continuaban en funcionamiento la Vila Olímpica do Alemão (espacio deportivo) y la escuela secundaria Jornalista Tim Lopes.
El 24 de diciembre de 2010, poco después de que fuerzas policiales y militares ocuparan el barrio para combatir el narcotráfico, se inauguró la sala de cine Cinecarioca Nova Brasília, el primer cine en funcionar dentro de una favela. Todos los empleados son habitantes de la comunidad. Dejó de funcionar durante la pandemia de COVID-19 y se reinauguró en julio de 2021.
En febrero de 2024, el presidente Luiz Inácio Lula da Silva colocó la primera piedra del campus del Instituto Federal de Río de Janeiro (IFRJ) en el Complejo de Alemão, obras que estarían finalizadas en diciembre de 2025.

### El teleférico

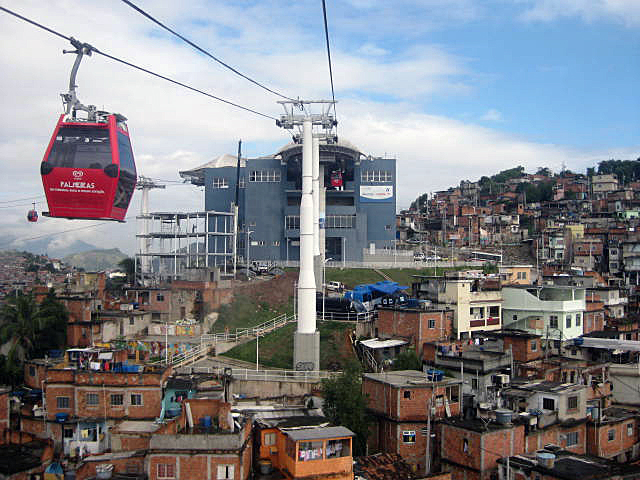

En julio de 2011 se inauguró el teleférico de Alemão, proyectado por el arquitecto y urbanista rosarino Jorge Mario Jáuregui. El sistema redujo de una hora a 17 minutos el tiempo de viaje entre los extremos del Complejo. En total son 152 góndolas, cada una con capacidad para 8 pasajeros sentados y 2 parados, que se desplazan a 18 kilómetros por hora en un intervalo de 12 segundos entre sí.
Tiene 3,5 kilómetros de extensión con seis estaciones: Bonsucesso (integrada al transporte ferroviario), Adeus, Baiana, Alemão, Itararé y Palmeiras, donde funcionaba un centro cultural. El teleférico transportaba una media diaria de 12 mil personas, y los fines de semana un 60 por ciento de los pasajeros eran turistas, según datos de SuperVia, la empresa a cargo de las operaciones.
Por falta de mantenimiento y robo de materiales como aluminio y cobre, en 2016 el teleférico quedó en estado de abandono y dejó de funcionar, cuando ya había pasado a manos de Consórcio Rio Teleféricos.

## Narcotráfico y violencia
La región es conocida desde hace décadas como una de las más violentas e inseguras de Río de Janeiro. En la década de 2000, la región concentraba alrededor del 40 por ciento de los asesinatos ocurridos en la ciudad, y pasó a ser conocida como la Franja de Gaza carioca, en comparación con el histórico conflicto armado entre Israel y Palestina.
En la década de 1980 comenzó a venderse cocaína en las comunidades de Alemão, donde también se comercializaban armas de guerra. Los enfrentamientos entre narcotraficantes rivales y con la Policía se hicieron habituales desde junio de 1994, cuando el jefe de la organización Comando Vermelho Orlando da Conceição (conocido como Orlando Jogador) fue asesinado junto a diez integrantes de su organización criminal por la banda liderada por Ernaldo Pinto de Medeiros (llamado Uê), jefe del Morro do Adeus y posteriormente fundador de Amigos dos Amigos. Tras el hecho, Comando Vermelho se dividió en distintas ramificaciones; algunas fuentes indican que esa guerra entre narcotraficantes y otros enfrentamientos de grupos criminales crecieron hasta provocar más de treinta mil muertes.

### Operaciones policiales y militares
El 2 de mayo de 2007, luego de que dos policías fueran asesinados en el barrio Oswaldo Cruz, la llamada Operação Cerco Amplo (que reunió 1350 policías civiles, militares y soldados de la Fuerza Nacional, un helicóptero y nueve francotiradores) incursionó en Alemão con el argumento de apresar a traficantes minoristas de marihuana y cocaína. La ocupación continuó en las semanas siguientes y el 27 de junio hubo 19 personas muertas, en su mayoría de entre 15 y 24 años. Al menos 11 de las personas fallecidas no tenían relación con el narcotráfico, según indicaron desde la Ordem dos Advogados do Brasil. La operación se prolongó hasta el 27 de julio, mientras se desarrollaban los Juegos Panamericanos en la ciudad. En total hubo 42 muertos, alrededor de 80 heridos y ningún traficante detenido. Secuestraron numeroso armamento, 113 kilos de marihuana y 30 kilos de cocaína. Después de la operación, el narcotráfico en Alemão continuó operando como antes; el entonces secretario del Departamento de Seguridad Pública del estado de Rio de Janeiro, José Beltrame, admitió que los narcotraficantes continuaban dominando el Complejo de Alemão.

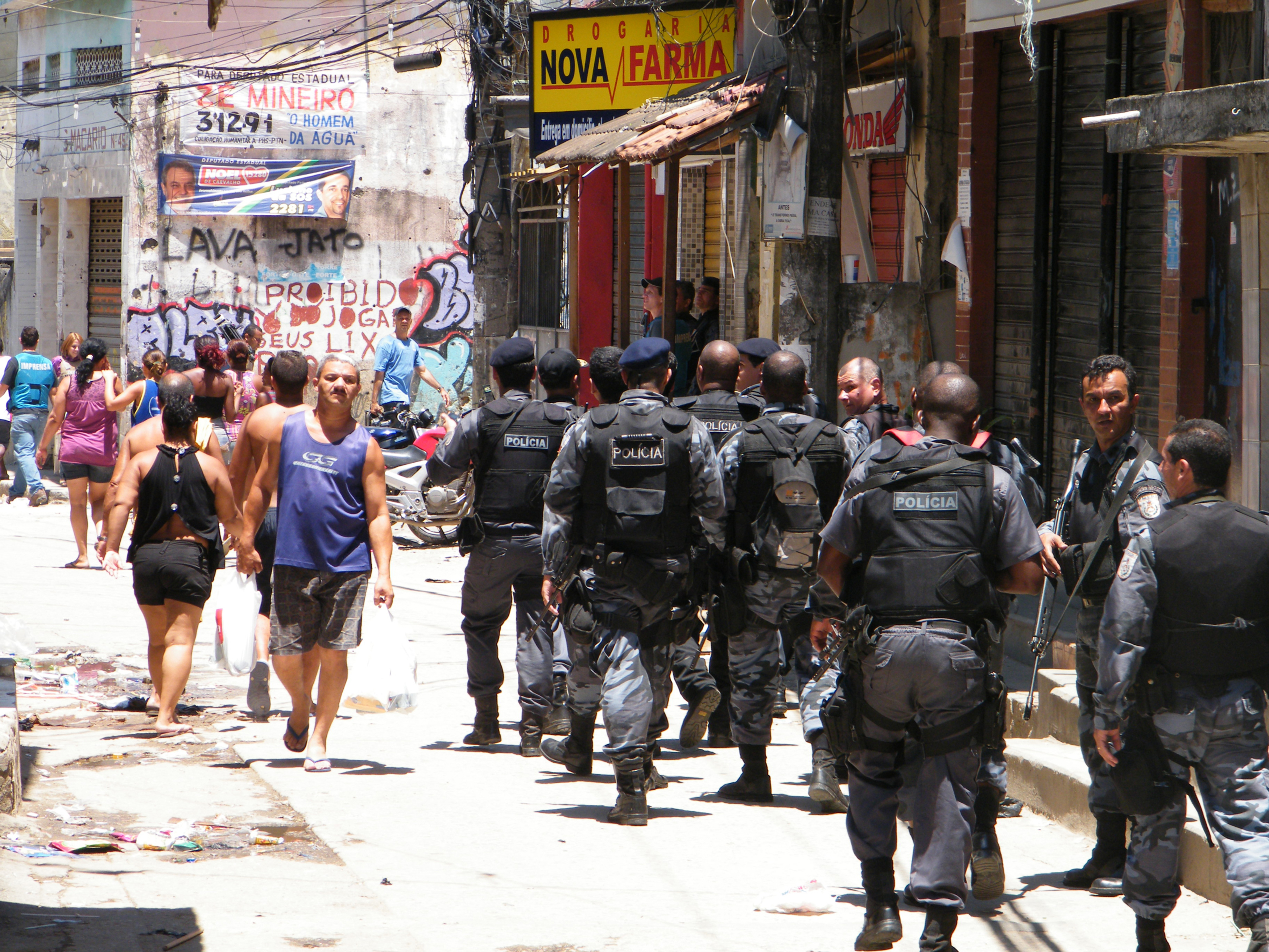
Fuerzas de seguridad en Complejo de Alemão en 2010.

A primera hora de la mañana del 28 de noviembre de 2010, un vehículo blindado de la Marina, um caveirão ('calavera', un carro blindado policial), helicópteros y miembros de la Polícia Federal y Militar iniciaron con un tiroteo la ocupación de Alemão. Narcotraficantes huyeron por la zona llamada Inferno Verde, que conecta con las favelas de Penha. Otros traficantes fueron detenidos y se secuestraron armas, vehículos, 7 toneladas de marihuana, 40 kilos de cocaína y 30 kilos de crack, además de encontrar en medio de las casas precarias lujosas mansiones donde vivían los jefes narco. A las 14:15 se izaron las banderas del Estado de Rio de Janeiro y de Brasil en una de las estaciones del teleférico, punto más alto del Complejo. En abril se inauguraron las dos primeras Unidades de Policía Pacificadora (UPP) de Alemão, en las favelas Fazendinha y Nova Brasília. La ocupación duró 19 meses y, el 7 de julio de 2012, se hizo cargo de la seguridad el Batallón de Operaciones Policiales Especiales (BOPE). Paulatinamente se produjeron cada vez más tiroteos en las calles de las favelas, especialmente entre 2014 y 2015. La ocupación policial hizo que parte del tráfico de drogas se trasladara a las favelas de Manguinhos y Jacarezinho, y la Policía Civil admitió que no logró expulsar definitivamente al crimen organizado de Alemão.
En septiembre de 2015 fue asesinado de un disparo un policía militar de la UPP de Fazendinha, Caio Cardoso de Melo, quien también trabajaba como actor de voz y había hecho el doblaje del personaje de Harry Potter en la versión para Brasil.
El 21 de julio de 2022 hubo una operación conjunta de 400 integrantes de la Policía Civil y Militar en Alemão, que ingresaron con tanques blindados y cuatro helicópteros para combatir a un grupo dedicado a robar bancos y vehículos de carga. Murieron 16 presuntos miembros de organizaciones criminales, una vecina y un policía.